# Kościół Najświętszej Maryi Panny Wniebowziętej w Trębaczowie
Kościół Najświętszej Maryi Panny Wniebowziętej w Trębaczowie – rzymskokatolicki kościół parafialny należący do parafii pod tym samym wezwaniem (dekanat Bralin diecezji kaliskiej).
Jest to murowana świątynia wybudowana w 1777 roku dzięki staraniom ówczesnego proboszcza księdza Pawła Antoniego Moritza. Prace murarskie związane z jej budową zostały zrealizowane przez Józefa Blachta z Rychtala, natomiast ciesielskie przez Jerzego Rataja. Wybudowanemu kościołowi nadano wezwanie Najświętszej Maryi Panny Wniebowziętej. Świątynia ta do tej pory nie została konsekrowana. Jest to budowla jednonawowa, posiadająca nieco węższe i niższe od nawy prezbiterium, zamknięte trójbocznie, z zakrystią umieszczoną od strony północnej. Do nawy od strony południowej jest dostawiona mała kruchta, natomiast od strony zachodniej do nawy przylega czworokątna, drewniana wieża, w dolnej części wybudowana w konstrukcji szachulcowej, w górnej części wzniesiona w konstrukcji słupowej. Wieżę nakrywa baniasty dach hełmowy nakryty gontem, z ażurową latarnią zakończoną iglicą z kulą i krzyżem. Nawa nakryta jest dachem dwuspadowym i pokrywa ją dachówka ceramiczna. Na dachu znajduje się wieżyczka na sygnaturkę, z latarnią i baniastym, gontowym dachem hełmowym. Ściany świątyni są opięte szkarpami. Okna kościoła zamknięte są półkoliście. W tylnej części nawy znajduje się empora muzyczna z klasycystycznym prospektem organowym wykonanym w 1782 roku. Na drewnianym chórze są umieszczone 10-głosowe organy, które oryginalnie posiadały 8 głosów. W 1859 roku zostały one gruntownie przebudowane przez Jana Spiegela z Rychtala, natomiast w 1919 roku przez Józefa Bacha. Ostatnie prace zostały wykonane w latach 2007-2008. Zabytkowy instrument jest ozdobiony złoconymi i srebrzonymi ornamentami oraz dwiema figurami aniołów. Na balustradzie chóru znajdują się motywy koszy i girlanda z kwiatów i ziół. Ołtarz główny został wykonany w stylu późnobarokowym pod koniec XVIII wieku. Świątynia posiada dwa ołtarze boczne. W jednym jest zawieszony ogromny krucyfiks, natomiast w drugim znajduje się figura Najświętszego Serca Pana Jezusa.